# Fanning Springs
Fanning Springs ist eine Stadt in den Countys Gilchrist und Levy im US-Bundesstaat Florida. Das U.S. Census Bureau hat bei der Volkszählung 2020 eine Einwohnerzahl von 1.182 ermittelt.

## Geographie
Fanning Springs liegt am Ostufer des Suwannee River; entlang des Ufers erstreckt sich der Fanning Springs State Park. Die Stadt befindet sich rund 10 km westlich von Trenton, 35 km nordwestlich von Bronson sowie etwa 160 km südwestlich von Jacksonville.

## Demographische Daten
Laut der Volkszählung 2010 verteilten sich die damaligen 764 Einwohner auf 415 Haushalte. Die Bevölkerungsdichte lag bei 78 Einw./km². 95,0 % der Bevölkerung bezeichneten sich als Weiße, 0,8 % als Afroamerikaner, 1,4 % als Indianer und 0,7 % als Asian Americans. 0,9 % gaben die Angehörigkeit zu einer anderen Ethnie und 1,2 % zu mehreren Ethnien an. 7,7 % der Bevölkerung bestand aus Hispanics oder Latinos.
Im Jahr 2010 lebten in 24,7 % aller Haushalte Kinder unter 18 Jahren sowie 40,5 % aller Haushalte Personen mit mindestens 65 Jahren. 63,4 % der Haushalte waren Familienhaushalte (bestehend aus verheirateten Paaren mit oder ohne Nachkommen bzw. einem Elternteil mit Nachkomme). Die durchschnittliche Größe eines Haushalts lag bei 2,33 Personen und die durchschnittliche Familiengröße bei 2,77 Personen.
20,8 % der Bevölkerung waren jünger als 20 Jahre, 20,5 % waren 20 bis 39 Jahre alt, 25,1 % waren 40 bis 59 Jahre alt und 33,7 % waren mindestens 60 Jahre alt. Das mittlere Alter betrug 49 Jahre. 49,6 % der Bevölkerung waren männlich und 50,4 % weiblich.
Das durchschnittliche Jahreseinkommen lag bei 30.304 $, dabei lebten 28,0 % der Bevölkerung unter der Armutsgrenze.
Im Jahr 2000 war Englisch die Muttersprache von 96,67 % der Bevölkerung und spanisch sprachen 3,33 %.

## Verkehr
Fanning Springs wird von den U.S. Highways 19, 27 und 98 (auf einer gemeinsamen Trasse) sowie von der Florida State Road 26 durchquert. Der nächste Flughafen ist der Gainesville Regional Airport (rund 70 km östlich).